# سیارک ۱۱۵۳۷
سیارک ۱۱۵۳۷ (به انگلیسی: 11537 Guericke، نامگذاری:1992HY6) یازده هزار و پانصد و سی و هفتمین سیارک کشف شده‌است که در ۲۹ آوریل ۱۹۹۲ کشف شد.
قدر مطلق سیارک برابر ۱۴٫۹۰ است.